# Musée de Kagawa
Le musée Kagawa (香川県立ミュージアム, Kagawa Kenritsu Myūjiamu) est un musée préfectoral situé à Takamatsu au Japon, consacré à l'art et à l'histoire de la préfecture de Kagawa. Ouvert en 2008, le musée s'ajoute aux trois institutions du centre culturel préfectoral de Kagawa (香川県文化会館, Kagawa-ken Bunka Kaikan) (ouvert en 1966) ; le musée d'histoire folklorique de l'île de Seto de la mer intérieure (ja) (1973) et le musée d'histoire de Kagawa (香川県歴史博物館, Kagawa-ken Rekishi Hakubutsukan) (1999); Les deux premières institutions fonctionnent maintenant comme des annexes du musée Kagawa,